# Cantone di Plabennec
Il Cantone di Plabennec è una divisione amministrativa dell'arrondissement di Brest.
A seguito della riforma approvata con decreto del 13 febbraio 2014, che ha avuto attuazione dopo le elezioni dipartimentali del 2015, è passato da 9 a 13 comuni.

## Composizione
I 9 comuni facenti parte prima della riforma del 2014 erano:
- Bourg-Blanc
- Coat-Méal
- Le Drennec
- Kernilis
- Kersaint-Plabennec
- Lanarvily
- Loc-Brévalaire
- Plabennec
- Plouvien

Dal 2015 i comuni appartenenti al cantone sono i seguenti 13:
- Bourg-Blanc
- Coat-Méal
- Kersaint-Plabennec
- Lampaul-Ploudalmézeau
- Landéda
- Landunvez
- Lannilis
- Plabennec
- Ploudalmézeau
- Plouguin
- Plouvien
- Saint-Pabu
- Tréglonou